# Батаки
Бата́ки — один из народов Индонезии. Обитают в основном в районе озера Тоба на севере острова Суматра. У воинов-батаков на фотографии явно выражены черты австралоидной расы. В целом батаки — одна из групп южных монголоидов, которые в специальной антропологической литературе часто называют «протомалайскими» или «индонезийскими», имеющих выраженные австралоидные черты. Общая численность — более 6 млн человек.
Говорят на батакских языках западнозондской зоны австронезийской семьи. Ранее имелась собственная слого-алфавитная письменность, в настоящее время используется письменность на основе латинского алфавита.
Делятся на группы: тоба (2 млн. 74 тыс.), каро (826 тыс.), сималунган (1 млн. 344 тыс.), даири (1 млн. 709 тыс.), пакпак (47 тыс.), ангкола (1 млн. 32 тыс.), силиндунги (474 тыс.).
Основные традиционные занятия — пашенное земледелие (в особенности рисоводство, а также кассава, батат, кукуруза), скотоводство (буйволы, лошади, крупный рогатый скот), рыболовство, торговля. Развито ткачество, в частности, производство шарфов улос.
Развиты разнообразные ремесла — ткачество (в частности, шарфы улос) и окраска тканей в традиционные для каждой этнической группы тона (темно-синий — у каро, оранжево-красный — у тоба, коричневый — у мандаилингов), кузнечное дело, обработка дерева, кости, изготовление ювелирных изделий из металла, плетение, гончарство. Знамениты жреческие жезлы с тонкой резьбой.
Живут в каркасных свайных домах. У каро коньки крыш заканчиваются либо остриями, либо побеленными изображениями голов буйволов. Стены, сваи покрыты резьбой и рисунками, контурными стилизованными изображениями ящериц.
Для традиционной социальной организации характерны большие патрилокальные семьи, левират, сорорат, предпочтительный кросскузенный брак, вождества и автономные общины во главе с представителями составляющих общину родственных групп.
До 1920-х годов практиковались патриархальное рабство, ритуальный каннибализм, охота за человеческими головами. Частично исламизированы; тоба-батаки — в основном христиане-протестанты.
У всех батакских групп прочно сохраняются традиционные верования. Большое место в ритуальной практике занимает похоронный обряд и связанный с ним праздник алук тодоло.